# Skinwalker Ranch
Skinwalker Ranch, manje poznat i kao ranč Sherman, imanje je od približno 512 akara (207 ha), smješteno jugoistočno od Ballarda, u američkoj državi Utah, koje je poznato kao mjesto raznih paranormalnih aktivnosti, NLO-ima, i portalima u druge svjetove. Ime mu je preuzeto iz legende o kožohodačima (na navaho jeziku yee naaldlooshii) iz legende Navaho Indijanaca o osvetoljubivim šamanima koji su navodno prokleli pleme Ute.
Izvješća o NLO-ima u bazenu Uintah objavljena su 1970-ih. Tvrdnje oko događaja na ranču prvi put su se pojavile 1996. u Salt Lake Cityju, država Utah, u Deseret News, a kasnije u alternativnom tjedniku Las Vegas Mercury kao niz članaka istraživačkog novinara Georgea Knappa. Ove rane priče detaljno su iznosile tvrdnje obitelji koja je navodno doživjela neobjašnjive i zastrašujuće događaje nakon što je kupila i zauzela nekretninu.
Godine 2005. Colm Kelleher i koautor George Knapp objavili su knjigu u kojoj opisuju ranč koji je kupio Nacionalni institut za znanost o otkrićima (NIDSci) za proučavanje viđenja NLO-a, bića nalik bigfootu, krugova u žitu, svjetleće kugle i aktivnost poltergeista koju su prijavili njegovi bivši vlasnici.
Ranč, smješten u zapadnom okrugu Uintah koji graniči s indijanskim rezervatom Uintah and Ouray, popularno je nazvan NLO ranč zbog 50-godišnje povijesti čudnih događaja koji su se tamo navodno dogodili. Prema Kelleheru i Knappu, vidjeli su ili istražili dokaze o blizu 100 incidenata koji uključuju nestanak i osakaćenu stoku, viđenja neidentificiranih letećih objekata ili kugli, velikih životinja s prodornim crvenim očima za koje kažu da su bile neozlijeđene kad su ih pogodili meci i nevidljive objekte koji emitiraju destruktivna magnetska polja. Među onima koji su bili uključeni bio je umirovljeni pukovnik američke vojske John B. Alexander, koji je okarakterizirao NIDSci napor kao pokušaj da se dobiju čvrsti podaci koristeći "standardni znanstveni pristup". Međutim, istražitelji su priznali "teškoće pri dobivanju dokaza u skladu sa znanstvenom publikacijom".,
Sakaćenje stoke već je desetljećima dio folklora okolnih područja. Kada je osnivač NIDSci Robert Bigelow kupio ranč za 200.000 dolara, to je navodno bio rezultat toga što su ga uvjerile priče o sakaćenjima, koje su uključivale priče o čudnim svjetlima i neobičnim dojmovima na travi i tlu koje je ispričala obitelj bivšeg vlasnika ranča Terry Sherman.
Godine 2016. Bigelow je prodao ranč Skinwalker tvrtki Adamantium Real Estate LLC. Nakon ove kupnje, ceste koje vode do ranča bile su blokirane, perimetar je bio čuvan kamerama i bodljikavom žicom, a postavljeni su znakovi koji su imali za cilj spriječiti ljude da priđu ranču.

Adamantium Real Estate, LLC, društvo s ograničenom odgovornošću iz Delawarea sa sjedištem u Salt Lake Cityju, Utah, podnijelo je zahtjev za zaštitni znak u SAD-u za uslužni znak "Skinwalker Ranch" 15. veljače 2017. te je odobreno i registrirano 14. travnja 2020., s oznakom primjenjivom na "pružanje rekreacijskih sadržaja; usluge zabave, stvaranje, razvoj, proizvodnju i distribuciju multimedijskog sadržaja, internetskog sadržaja, filmskih slika i televizijskih emisija."  Dodatnu prijavu zaštitnog znaka za proširenje upotrebe na "šalice i krigle, košulje i majice kratkih rukava, sportske kape i šešire" podnio je Adamantium Real Estate, LLC 21. lipnja 2021., a odobren je i registriran 12. srpnja 2022.
U ožujku 2020. Brandon Fugal, 46, nekretninski tajkun iz Utaha, objavio je vlasništvo nad rančem. Godine 2022. Fugal je najavio partnerstvo s muzejskim institutom Hutchings u Lehiju, Utah, s ciljem "boljeg razumijevanja okoliša i povijesnog značaja" ranča.

## Vlasnici
1. 1934 – 1994 – Kenneth i Edith Myers
2. 1994 – 1996 – Terry i Gwen Sherman[5]
3. 1996 – 2016 – Robert Bigelow[5]
4. 2016 – danas – Brandon Fugal, via Adamantium Real Estate LLC[6]